# Condomínio (direito internacional)
No direito internacional, um condomínio (em latim condominium) é um território político (estado ou área de fronteira) sobre o qual duas ou mais potências soberanas formalmente concordam em dividir igualmente em dominium (no sentido de soberania) e exercer os seus direitos conjuntamente, sem dividi-lo em zonas "nacionais".
Apesar de um condomínio sempre ser reconhecido como uma possibilidade teórica, têm sido raros na prática. Um grande problema e a razão por que tão poucos têm existido na prática, é a dificuldade de assegurar a cooperação entre as potências soberanas, uma vez que o entendimento falhar, o estado é susceptível de se tornar insustentável.

## Condomínios atuais
- Jamaica e Colômbia compartilham um condomínio marítimo (chamado de "Área Conjunta de Regime"), de comum acordo como uma alternativa para delimitar sua fronteira marítima. A parte exterior da ZEE de cada país de outra forma, se sobrepõem nesta área. Ao contrário de outras "zonas de desenvolvimento conjunto", este condomínio não parece ter sido proposto simplesmente como uma maneira de dividir petróleo, pesca ou a outros recursos.
- O rio Moselle e seus afluentes, o Sauer e o Our, constituem um condomínio entre o Luxemburgo e Alemanha, que compartilham pontes e pelo menos a ponta de uma ilha, Staustufe Apach, perto de Schengen (o resto da ilha está em França). O condomínio foi estabelecido pelo tratado em 1816.
- Ilha dos Faisões (também conhecida como Ilha Conference, Konpantzia em basco, Île de la Conférence em Francês ou Isla de los Faisanes em espanhol) no Rio Bidassoa entre França e Espanha. Foi estabelecido pelo Tratado dos Pirenéus em 1659.
- El Salvador, Honduras e Nicarágua exercem um tricondominium sobre partes do Golfo de Fonseca e do mar territorial fora da boca deste golfo.
- O distrito de Brčko, na Bósnia e Herzegovina, condomínio entre a Federação da Bósnia e Herzegovina e a República Sérvia da Bósnia.
- A Lagoa Mirim (Laguna Merín em espanhol) é um condominio entre Brasil e Uruguai desde a assinatura do Tratado da Lagoa Mirim em 30 de outubro de 1909.[1]

## Condomínios propostos
- Áustria e Alemanha consideram, juntamente com a Suíça, a realização de uma tridominium (embora por motivos diferentes) sobre a parte principal do Lago Constance (sem as suas ilhas). Por outro lado, a Suíça considera que a fronteira passa pelo meio do lago.

## Condomínios antigos
- Sudão Anglo-Egípcio foi legalmente um condomínio egípcio-britânico a partir de 1899 até 1956, embora na realidade o Egito não desempenhasse qualquer papel no seu governo, exceto no fornecimento de alguns dirigentes no país, todas as decisões políticas eram feitas pelo Reino Unido e todos os governadores-gerais do Sudão Anglo-Egípcio eram britânicos. Embora o sistema fosse mal recebido pelos nacionalistas egípcios e sudaneses, e seria posteriormente negado pelo governo egípcio, ele persistiu devido ao controle efetivo do Reino Unido sobre o próprio Egito, que começou a partir de 1882 e continuou até pelo menos 1936.[2]
- Bósnia e Herzegovina foi um condomínio da Áustria e da Hungria entre 1908 e 1918, enquanto os dois países eram parte do Império Austro-Húngaro. (Ver: Bósnia e Herzegovina (condomínio da Áustria-Hungria))
- Egito de 1876 a 1882 sob a França e o Reino Unido.
- Nauru, um território sob mandato, foi condomínio tripartite administrado pela Austrália, Nova Zelândia e Reino Unido entre 1923 a 1942 e novamente em 1947, como um território sob tutela até a independência em 1968.
- Novas Hébridas formaram um condomínio franco-britânico em 1906 até a independência em 1980, como uma república agora chamada de Vanuatu
- Dobruja do Norte pelas Potências Centrais (Alemanha-Áustria-Bulgária) durante a Primeira Guerra Mundial[3]
- Ilhas Samoa entre 1889 a 1899 foram um condomínio tripartite sob protetorado conjunto da Alemanha, Grã-Bretanha e EUA.
- Togolândia, um antigo protetorado alemão, foi um condomínio anglo-francês a partir de quando o Reino Unido e a França ocuparam em 26 de agosto de 1914 até a sua partição em 27 de dezembro de 1916 em zonas francesas e britânicas. A Togolândia seria dividida dois mandatos separados da Liga das Nações em 20 de julho de 1922: Togolândia britânica, que se juntou a Costa do Ouro (atual Gana) em 1956 e Togolândia francesa, que agora é o Togo.
- O Estado Independente da Croácia durante a Segunda Guerra Mundial (1941-1943) era um condomínio da Alemanha nazista e da Itália fascista, até o colapso do regime fascista italiano em 1943.[4][5][6][7]